# Karel Verstovšek

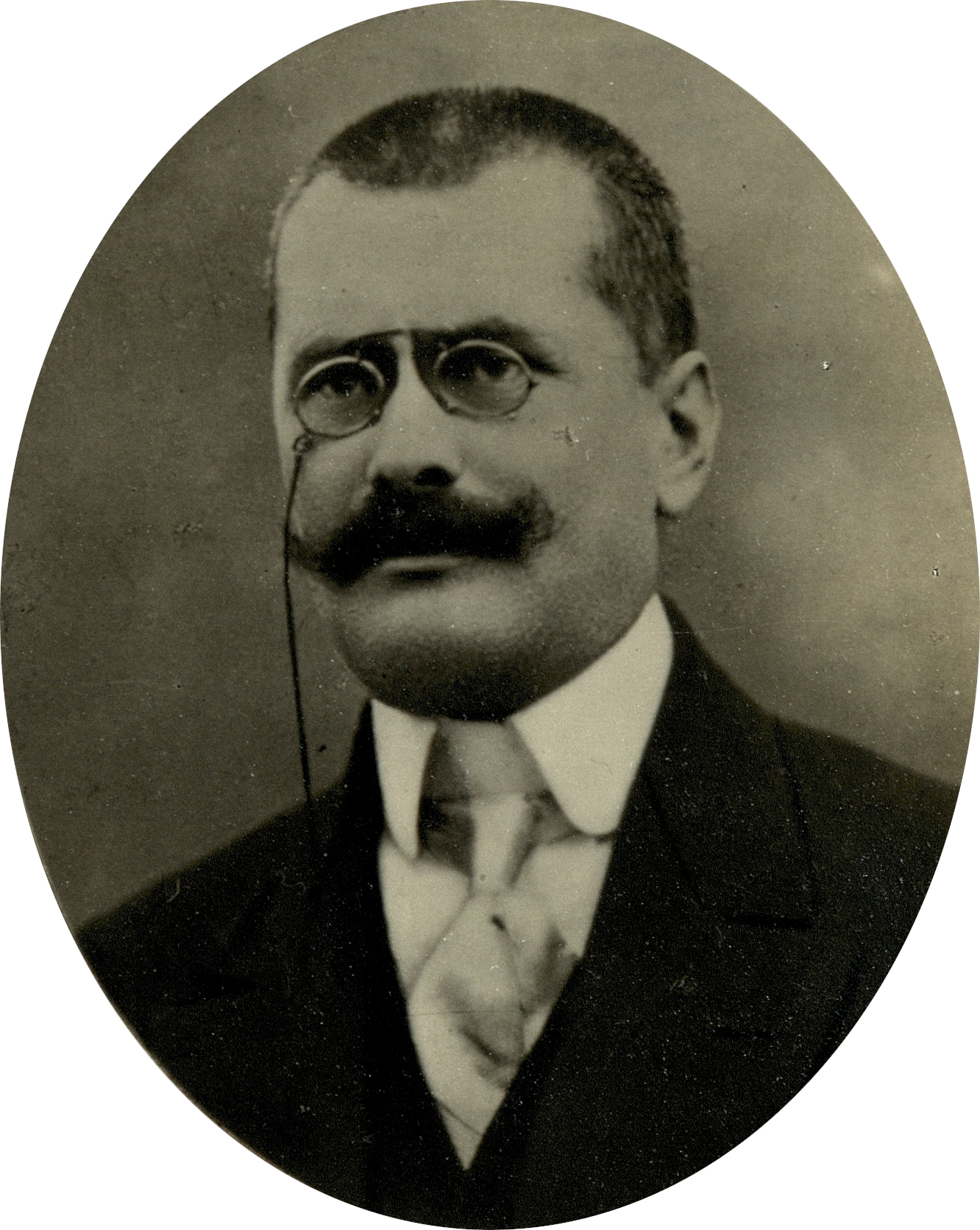
Karel Verstovšek

Karel Verstovšek, auch Karl oder Karol Verstovšek (* 26. Juli 1871 in Wöllan, Untersteiermark; † 27. März 1923 in Marburg) war Professor und Abgeordneter zum Österreichischen Abgeordnetenhaus.

## Leben
Karel Verstovšek war Sohn des Gerbers und Grundbesitzers Mihael Verstovšek. Nach der Volksschule in Wöllan besuchte er von 1885 bis 1893 ein Gymnasium in Cilli. Danach studierte er von 1893 bis 1897 Philosophie (Klassische und Slawische Philologie) an der Universität Graz. Im Jahr 1898 machte er die Lehramtsprüfung für Gymnasien und promovierte 1903 zum Dr. phil. in Graz. 1897 wurde er Supplent am Gymnasium in Cilli und 1898 Supplent bzw. 1900 Professor für Latein und Griechisch am Gymnasium in Marburg. Zwischen 1911 und 1921 war er beurlaubt, danach wieder bis zu seinem Tod am Gymnasium in Marburg als Professor beschäftigt. Von Oktober 1918 bis 1920 war er Kommissär für Schulwesen und Religion in der Nationalregierung für Slowenien („Narodna vlada za slovenijo“) in Laibach.
Er war auch Präsident des Konsortiums der Zeitung "Straža" (Die Wacht) in Marburg und Obmann der Untersteirischen Slowenischen Spar- und Darlehenskasse in Marburg.
Von 1909 bis 1918 war er Mitglied im steiermärkischen Landtag (X. Wahlperiode) und von 1913 bis 1918 im Landesausschuss.
Er war römisch-katholisch und ab 1899 verheiratet mit Paula Zwierzina (Pavla Zvieržina), mit der er eine Tochter und fünf Söhne hatte.

## Politische Funktionen
Karel Verstovšek war vom 24. November 1910 bis zum 12. November 1918 Abgeordneter des Abgeordnetenhauses im Reichsrat (XI. und XII. Legislaturperiode) und war dort in beiden Legislaturperioden für das Kronland Steiermark, Wahlbezirk Steiermark 30 (Mahrenberg, Schönstein, Windischgraz, Oberburg und die Ortsgemeinden Kappel und Schloßberg) zuständig. Er war der Nachfolger von Vinko Ježovnik, der im Amt verstorben ist und konnte das Mandat für denselben Bezirk bei den regulären Wahlen zum Reichsrat im Jahr 1911 verteidigen.

## Klubmitgliedschaften
Karel Verstovšek war ab 1910 im Slowenischen Klub (Slovenski Klub) und ab 1911 bei der Kroatisch-slowenischen Vereinigung (Hrvatsko slovenska zajednica) im Kroatisch-slowenischen Klub (Hrvatsko slovenski Klub). Ab dem 29. Mai 1917 gehörte er dem Südslawischen Klub (Jugoslovanski Klub) an. Er war auch bei der Allslowenischen Volkspartei (Vseslovenska ljudska stranka).